# Baile an Fheirtéaraigh
Baile an Fheirtéaraigh (in inglese Ballyferriter) è un villaggio della contea del Kerry, situato nella penisola di Dingle. Il villaggio confina con Dún Chaoin a ovest e con Baile na nGall ad est.
Oltre Dingle, Baile an Fheirtéaraigh è il principale villaggio della regione con un piccolo centro composto di tre pub, una scuola, una chiesa, un museo e due negozi. Il villaggio è situato nel cuore della Gaeltacht, e la lingua irlandese viene largamente parlata nel villaggio. 
Parecchi corsi della lingua irlandese si organizzano in Baile an Fheirtéaraigh in estate. Anche University College Cork organizza corsi per studenti avanzati nel villaggio